# Stephen Stills 2
| Recensione | Giudizio |
| ---------- | -------- |
| AllMusic   |          |

Stephen Stills 2 è il secondo album di Stephen Stills, pubblicato dalla Atlantic Records nel luglio del 1971.

## Tracce
Brani composti da Stephen Stills, eccetto dove indicato.
Lato A
1. Change Partners – 3:13
2. Nothin' to Do but Today – 2:40
3. Fishes and Scorpions – 3:13
4. Sugar Babe – 4:04
5. Know You Got to Run – 3:50 (Stephen Stills, John Hopkins)
6. Open Secret – 5:00

Durata totale: 22:00
Lato B
1. Relaxing Town – 2:20
2. Singin' Call – 3:01
3. Ecology Song – 3:22
4. Word Game – 4:13
5. Marianne – 2:27
6. Bluebird Revisited – 5:23

Durata totale: 20:46

## Musicisti
- Stephen Stills - voce, chitarre, tastiere, basso, conduttore musicale, accompagnamento vocale
- Eric Clapton - chitarre
- Nils Lofgren - chitarre, tastiere, accompagnamento vocale
- Dr. John (Mac Rebbenack) - tastiere
- Paul Harris - tastiere
- Billy Preston - tastiere
- Calvin ''Fuzzy'' Smith - basso
- Dallas Taylor - batteria
- Conrad Isidore - batteria
- Rocky Dijon - congas
- Gaspar Lawrawal - congas

The Memphis Horns
- Wayne Jackson - tromba
- Roger Hopps - tromba
- Jack Helm - trombone
- Andrew Love - sassofono tenore
- Sidney George - sassofono tenore
- Ed Logan - sassofono tenore
- Floyd Newman - sassofono baritono
- James Mitchell - sassofono baritono
- David Crosby - accompagnamento vocale
- Henry Diltz - accompagnamento vocale
- Fearless Freddy - accompagnamento vocale

Note aggiuntive
- Stephen Stills e Bill Halverson - produttori (per la Jordan Prod., Inc.)
- Bill Halverson - ingegnere del suono
- Richard Digby Smith - assistente ingegnere del suono
- Ronnie Albert - assistente ingegnere del suono
- Howie Albert - assistente ingegnere del suono[3]